# Lijst van gebeurtenissen tijdens de Tweede Wereldoorlog: Lage Landen en Luxemburg
Dit is een chronologie van gebeurtenissen in de Lage Landen (Nederland en België) en Luxemburg voor, tijdens en vlak na de Tweede Wereldoorlog.
Opmerking: Bij het opzoeken van gebeurtenissen volgens datum gebeurt het soms dat de verschillende officiële bronnen elkaar tegenspreken over de datum. Nagenoeg steeds zijn deze verschillen zeer klein, meestal één dag verschil. De oorzaak hiervoor is te vinden in het feit dat bepaalde militaire acties tijdens de nacht starten en nog doorlopen in de vroege uren van de volgende dag. Ook gebeurt het dat een auteur de situatie beschrijft wanneer de actie volledig afgelopen is, met andere woorden de dag na de overgave, de dag na de vredesonderhandeling, enz. Ook merken we op dat het einde van een militair offensief of campagne niet steeds ondubbelzinnig te bepalen is. De bepaling van de datum is afhankelijk van de referentie die door de auteur werd gebruikt. Er is getracht in deze lijst zo veel mogelijk de exacte referentie van de datum aan te duiden via een omschrijving van wat er gebeurd is of bedoeld werd.

## 1939
15 februari 
- Medio februari besluit de Nederlandse ministerraad tot oprichting van een kamp voor joodse vluchtelingen in Westerbork.

19 april
- De NSB behaalt slechts 3,89% van de stemmen tijdens de verkiezingen voor de Provinciale Staten in Nederland.

30 juni
- Afkondiging van de Distributiewet 1939.

26 augustus
- Adolf Hitler garandeert de neutraliteit van België, Nederland, Luxemburg, Denemarken en de neutraliteit van Zwitserland.

28 augustus
- De Nederlandse regering kondigt een algemene mobilisatie af. Duizenden jonge mannen worden onder de wapenen geroepen en beginnen met het leggen van mijnen, bouwen van schuilkelders en het opwerpen van verdedigingslinies langs de Oude Hollandse Waterlinie.
- Generaal Reijnders wordt tot opperbevelhebber van Land- en Zeemacht benoemd.

29 augustus
- Koningin Wilhelmina en Koning Leopold III bieden hun goede diensten aan ter bemiddeling in het Duits-Poolse conflict.

2 september
- De eerste brandstoffenbeschikking wordt van kracht in Nederland.

4 september
- De Nederlandse minister-president De Geer legt voor de Tweede Kamer een regeringsverklaring af over de Nederlandse neutraliteit.

9 september
- De Nederlandse regering geeft instructie aan generaal Reijnders voor de verdediging van de Vesting Holland en de Grebbeberg.

14 september
- Ten noorden van de Waddeneilanden wordt een Nederlands militair vliegtuig neergeschoten door een Duits vliegtuig.

26 september
- Bij Helgoland wordt een KLM-burgervliegtuig door een Duits jachtvliegtuig neergeschoten.

9 oktober
- De eerste 22 Joodse vluchtelingen komen aan in kamp Westerbork.
- Adolf Hitler vaardigt Führerdirectief Nº 6 uit, waarin hij het Westers offensief beschrijft. Bij het directief zit ook een memorandum waarin Hitler Groot-Brittannië en Frankrijk ervan beschuldigt dat ze Duitsland bewust zwak en verdeeld houden sinds de Vrede van Westfalen in 1648 en hij zegt dat de vernietiging van de Westerse overheersing nodig was om de uitbreiding van het Duitse volk mogelijk te maken. Hitler vraagt het OKH Fall Gelb uit te werken en zo snel mogelijk van start te laten gaan.

19 oktober
- Franz Halder, chef van de Generale Staf Heer (GenStH) presenteert de militaire plannen voor Fall Gelb. Het plan stelt voor om het Belgisch grondgebied in te winnen zodat er vliegvelden en zeehavens ter beschikking zijn tegen een eventuele inval in Groot-Brittannië. Volgens het plan zou een offensief in Frankrijk pas in 1942 van start gaan. Hitler is diep teleurgesteld in het plan wegens het ontbreken van enig offensief karakter maar krijgt geen steun van zijn generaals om het plan af te wijzen.

22 oktober
- Hitler informeert zijn Generale Staf dat Fall Gelb op 12 november 1939 moet starten.

24 oktober
- Generaal Maurice Gamelin, de opperbevelhebber van de Franse strijdkrachten, besluit dat de Franse troepen België binnentrekken en posities innemen aan de Schelde, in het geval de Duitsers België binnenvallen.

25 oktober
- Hitler confronteert de chef van het OKH Walther von Brauchitsch dat de Wehrmacht Frankrijk moet binnenvallen in plaats van Noord-België.

26 oktober
- Bij het Groningse Usquert maakt een Duits Dornier-17 verkenningsvliegtuig met motorpech een noodlanding. De drie inzittenden worden in een cel van de marechaussee in Uithuizen opgesloten, omdat ze de Nederlandse neutraliteit zouden hebben geschonden. Het zwaar beschadigde vliegtuig wordt gedemonteerd en opgeslagen in een loods in Soesterberg, waar het na de inval van mei 1940 door de Duitse bezetters wordt teruggevonden.

27 oktober
- België verklaart opnieuw een neutraal land te zijn.

2 november
- Uniformsmokkel ontdekt bij Denekamp.

7 november
- Koning Leopold III en koningin Wilhelmina bieden hun diensten aan als bemiddelaars tussen de oorlogvoerenden.

9 november
- Twee Britse agenten, majoor Richard Stevens en kapitein Sigismund Payne-Best worden bij café Backus nabij Venlo aan de Nederlands-Duitse grens ontvoerd. Bij deze overval, uitgevoerd onder leiding van het Venlo-commando bestaande uit Walter Schellenberg en Alfred Helmut Naujocks, werd de Nederlandse officier Dirk Klop zwaargewond en overleed enkele uren later. De overval werd bekend onder de naam Venlo-incident. De aanwezigheid van deze Nederlandse 1e luitenant was een van de "redenen" dat Duitsland later Nederland aanviel.

12 november
- Groot-Brittannië en Frankrijk leggen het verzoek tot overleg van de Belgische en Nederlandse vorsten naast zich neer.

15 november
- De Duitse minister van Buitenlandse Zaken Joachim von Ribbentrop verwerpt de onderhandelingspoging van België en Nederland.

18 november 1939
- Het passagiersschip SS Simon Bolivar, op weg van Amsterdam naar Curaçao, zinkt door een Duitse magnetische zeemijn bij de oostkust van Engeland. 102 mensen vinden de dood, waaronder 24 Nederlanders. Dit zijn de eerste Nederlandse burgerdoden door Duits oorlogsgeweld.

## 1940
10 januari
- Een vliegtuig van de Duitse Luftwaffe met aan boord majoor Hönmanns en majoor Reinberger raakt uit koers bij een vlucht van Münster naar Keulen. Het maakt een noodlanding in Vucht, een deelgemeente van Maasmechelen (België) en een deel van de plannen van Fall Gelb vallen in Belgische handen.

13 januari
- België en Nederland brengen hun legers in staat van paraatheid.

15 januari
- België weigert de doorgang van Franse en Britse troepen door het Belgische grondgebied.

6 februari
- De Nederlandse opperbevelhebber generaal Izaäk Reijnders wordt eervol ontslag verleend.
- Generaal Henri Winkelman wordt opperbevelhebber van de landmacht en marine in Nederland.

19 april
- Afkondiging van de staat van beleg
- Radiorede van minister-president De Geer.

3 mei
- Arrestaties van 21 NSB'ers, fascisten en communisten; zij worden overgebracht naar het interneringskamp Ooltgensplaat op Overflakkee.

9 mei
- Kolonel Goethals, Belgisch militair attaché te Berlijn, stuurt om 23:30 u een gecodeerd bericht naar Brussel dat de Duitse invasie in de vroege ochtend van 10 mei 1940, om 4:35 u zal beginnen. Het bericht wordt op ongeloof onthaald.

10 mei
- Duitsland opent om 4:35 u met Fall Gelb de invasie in het Westen. België, Nederland, Luxemburg en Frankrijk zijn het doel en de steden Maastricht en Malmedy vallen snel.
- Rotterdam wordt belegerd door Duitse luchtlandingstroepen.
- De Belgische regering vraagt hun Franse en Britse bondgenoten om hulp.
- Franse en Britse troepen, gelegen in Noord-Frankrijk, starten hun manoeuvre naar de KW-stelling om 6:35 u. Rond 7:00 u trekken ze de Frans-Belgische grens over.
- De geallieerde verbindingsofficieren bevinden zich rond de middag op het Groot Hoofdkwartier in het Fort van Breendonk.
- In België begint de Achttiendaagse Veldtocht.

11 mei
- De Nederlandse torpedobootjager Hr. Ms.Van Galen zinkt in de Rotterdamse Merwehaven als gevolg van Duitse luchtaanvallen.
- De Nederlandse mijnenleggers Hr. Ms. Bulgia en Hr. Ms. Thor worden in de haven van Vlissingen door Duitse vliegtuigen tot zinken gebracht.
- De slag om de Grebbeberg begint.

12 mei
- Evacuatie van het prinselijk paar vanuit IJmuiden naar Harwich met de HMS Codrington van de Royal Navy.
- Wonsstelling valt; terugtocht naar Kornwerderzand, waar de Slag om de Afsluitdijk begint.

13 mei
- De stad Luik in Wallonië (België) valt. De Duitsers steken bij Sedan de rivier de Maas over.
- Koningin Wilhelmina vertrekt vanaf Hoek van Holland met HMS Hereward naar Breskens, om daar verder de strijd voort te zetten. De koers wordt verlegd naar Harwich.
- De Grebbelinie wordt ontruimd.
- Mislukte aanval op de Stelling Kornwerderzand.

14 mei
- Na het Bombardement op Rotterdam omstreeks 13.30 u gaat de oude binnenstad van Rotterdam in vlammen op.
- Het Nederlandse leger capituleert.
- De Nederlandse kanonneerboot Hr. Ms. Johan Maurits van Nassau wordt ter hoogte van Callantsoog door Duitse vliegtuigen tot zinken gebracht.
- De Nederlandse onderzeeboten Hr. Ms. O 8, Hr. Ms. O 11 en Hr. Ms. O 12 worden door de eigen bemanning vernietigd op de Rijkswerf te Willemsoord.

15 mei
- De capitulatie van het Nederlandse leger wordt getekend te Rijsoord. De Nederlandse regering geeft opdracht om in Zeeland zo lang mogelijk door te vechten.

16 mei
- Eerste persconferentie in Nederland onder toezicht van de Presseabteilung van de Hauptabteilung für Volksaufklärung und Propaganda: begin van de gelijkschakeling van de Nederlandse pers.
- De Duitse bezetters voeren de Midden-Europese Tijd en de zomertijd in Nederland in, in plaats van de tot dan toe gebruikelijke Amsterdamse Tijd. De klok wordt één uur en veertig minuten vooruitgezet.

17 mei
- Zo'n 900.000 boeken uit de bibliotheek van de Leuvense Universiteit gaan door brand verloren.
- Om ook Zeeland in handen te krijgen bombarderen de Duitsers op 17 mei de hoofdstad Middelburg. Een groot deel van de historische binnenstad gaat in vlammen op. Hierna capituleert ook Zeeland. Anders dan Rotterdam wordt deze stad op indrukwekkende wijze gerestaureerd. Veel mensen weten niets van dit bombardement, het wordt dan ook het vergeten bombardement genoemd.

18 mei
- De Belgische stad Antwerpen valt in Duitse handen.

19 mei
- De Oostenrijker Arthur Seyss-Inquart wordt benoemd tot rijkscommissaris van het bezette Nederlandse gebied.

24 mei
- Op vrijdag 24 mei verplaatst het Duitse front in België zich naar het Schipdonkkanaal, dat door de stad Deinze loopt. De Duitsers bouwen over het kanaal twee pontonbruggen, die onder hevig vuur liggen van het Belgisch artilleriegeschut.

28 mei
- Koning Leopold III van België en het Belgisch Leger capituleren. De Achttiendaagse Veldtocht is voorbij.

29 mei
- Seyss-Inquart wordt in Den Haag geïnstalleerd tot rijkscommissaris.

3 juni
- Thee en koffie in Nederland alleen nog maar met bonnen verkrijgbaar.
- Joden mogen niet meer werkzaam zijn bij de luchtbescherming.

15 juni
- In Nederland gaan ook brood en bloem op de bon.

25 juni
- De Nederlandse onderzeeboot O 13 keert niet terug van een patrouille in Noorse wateren.

29 juni
- Anjerdag: Oranjegezinde demonstraties bij gelegenheid van de verjaardag van prins Bernhard.

2 juli
- Niet-Arische vreemdelingen in Nederland moeten zich melden.
- Generaal Winkelman wordt naar Duitsland overgebracht.

6 juli
- In Nederland wordt een verbod ingevoerd op het luisteren naar vijandelijke zenders op de radio, ter bescherming van de bevolking tegen onjuiste berichtgeving.
- Het "Nationaal Jongeren Verbond" wordt verboden.

16 juli
- Hendrik Jan Woudenberg wordt aangesteld tot voorzitter van de NVV.

18 juli
- Eerste internering in Nederland. De Duitsers interneren de Nederlanders als reactie op de internering van Duitsers in Nederlands-Indië.

20 juli
- De Communistische Partij Nederland wordt verboden.

24 juli
- Oprichting van de Nederlandse Unie.

28 juli
- Eerste uitzending van Radio Oranje in Londen.

2 augustus
- Kamp Amersfoort wordt in gebruik genomen.

12 augustus
- Textieldistributie in Nederland.

11 september
- Oprichting van de Nederlandse SS.

14 september
- Ook vlees gaat op de bon in Nederland.

25 september
- Anton Mussert bezoekt Adolf Hitler.

3 oktober
- Nederlandse ambtenaren moeten een ariërverklaring tekenen.

15 oktober
- Oprichting van Nederlandse Arbeidsdienst.

22 oktober
- In Nederland wordt een aanmeldingsplicht voor "Joodse ondernemingen" ingevoerd.

31 oktober
- In heel Nederland wordt de spertijd van 00:00 u tot 04:00 u ingevoerd.

november
- Het eerste nummer van studentenblad De Vrije Katheder verschijnt

5 november
- De Nederlandse onderzeeboot O 22 vertrekt op haar vijfde patrouille, maar zinkt door onbekende oorzaak voor de Noorse kust.

13 november
- In Batavia ondertekenen de oliemaatschappijen Shell en Standard Oil een overeenkomst met het Japanse bedrijf Mitsui. Japan zal jaarlijks 1,8 miljoen ton olie ontvangen.

23 november
- Het eerste nummer van De Waarheid verschijnt.

25 november
- Studentenprotest in Delft en Leiden tegen de ontslagen van joodse ambtenaren, hoogleraren en rechters.

26 november
- In een rede voor een stampvolle aula houdt de Leidse hoogleraar Cleveringa een vlammende protesttoespraak tegen het ontslag van de Joodse hoogleraren.

27 november
- De Universiteit van Leiden en de Technische Universiteit Delft worden voor onbepaalde tijd gesloten.

15 december
- Rantsoenering van gas en elektriciteit in Nederland.

## 1941
10 januari
- De Nederlandse Bioscoopbond ontzegt Joden de toegang tot theaters.

10 januari
- Alle joodse inwoners moeten zich laten registreren. Ook wie slechts één joodse voorouder heeft gehad, dient zich te melden. Zij moeten daartoe zelf één gulden betalen. Er werden uiteindelijk 157.000 formulieren in Den Haag ontvangen. Geen enkel plaatselijk bureau heeft de oproep gesaboteerd of vertraagd.

11 januari
- In Engeland wordt de Koninklijke Nederlandse Brigade 'Prinses Irene' opgericht.

27 januari
- Antisemitische onrust in Amsterdam, veroorzaakt door de WA.

6 februari
- De Geer keert terug in Nederland.

9 februari
- De Weerbaarheidsafdeling veroorzaakt rellen in de Jodenbuurt te Amsterdam.

10 februari
- Het eerste nummer van het illegale blad Het Parool verschijnt.

13 februari
- Op Duits bevel is uit de Amsterdamse joodse burgerij een zogeheten Joodse Raad gevormd. Vandaag sprak men af dat de Raad in 'hoofdzaak een uitvoerende en overbrengende taak zal hebben, doch geen verantwoordelijkheid kan dragen voor de opdrachten die hij heeft over te brengen'. Ook stelde men dat men niet zo ver kan gaan 'voor de joden oneervolle opdrachten te aanvaarden.'

14 februari
- Mussert roept op om dienst te nemen bij de Waffen-SS.

15 februari
- De besturen van 8 Groningse studentenverenigingen richten een brief tot de Duitse gevolmachtigde voor de provincie Groningen naar aanleiding van de invoering van een numerus clausus (beperking van het aantal) voor Joodse studenten. Deze brief - aan de gemachtigde persoonlijk afgegeven - houdt onder meer in, dat de verenigingen hierin een directe aantasting van de Nederlandse traditie (van) vrijheid van studie zonder onderscheid van ras of geloof (zien). Daarenboven menen wij, dat deze maatregelen in strijd zijn met het Volkenrecht. ...Daarom komen wij met kracht op tegen deze bovengenoemde onrechtmatigheid. De besturen verzoeken hun leden dringend na dit duidelijke protest verdere demonstraties achterwege te laten.

22 februari
- Eerste Duitse razzia's op Joden in Amsterdam. De razzia van Amsterdam duurt twee dagen.

25 februari
- Uit protest tegen twee razzia's wordt in Amsterdam de Februaristaking georganiseerd. De staking wordt hard neergeslagen: er vallen hierbij negen doden en vierentwintig zwaargewonden.

28 februari
- Uitvaardiging van verordening 42/1941 van de Rijkscommissaris voor bezet Nederland met betrekking tot de verplichte tewerkstelling van contractbrekers en werklozen in Duitsland.

4 maart
- Sabotageproces in Den Haag. Achttien doodvonnissen uitgesproken.

6 maart
- De communistische jood Leendert Schijveschuurder wordt als eerste Nederlander geëxecuteerd.

12 maart
- Verordening tot verwijdering van Joden uit het Nederlandse bedrijfsleven.

13 maart
- De achttien ter dood veroordeelden worden gefusilleerd.

1 april
- Leonardus Trip treedt af als President van De Nederlandsche Bank naar aanleiding van het opheffen van de deviezengrens tussen Nederland en Duitsland. Hij wordt opgevolgd door de NSB'er Mr M.M. Rost van Tonningen.
- Bordjes met de tekst "Voor Joden verboden" in Nederlandse cafés verplicht.

1 mei
- In Nederland mogen Joden niet meer in schouwburgen en bioscopen komen, uitgezonderd de zgn. Joodse theaters. Daar mogen geen ariërs komen.

26 mei
- Alle Nederlandse orkesten zijn gecontroleerd en Joodse musici zijn van deelname eraan uitgesloten.

4 juni
- In Nederland worden badplaatsen, plantsoenen enz. verboden voor Joden.

11 juni
- In Den Haag en Amsterdam vinden razzia's op Joden plaats.

18 juni
- In Nederland wordt een verplichting tot het inleveren van koper, tin en nikkel ingesteld.

22 juni
- In Nederland worden talloze communisten opgepakt.

5 juli
- Ontbinding van alle politieke partijen in Nederland.

10 juli
- Het Vrijwilligerslegioen Nederland wordt opgericht.

22 juli
- In Nederlands-Indië wordt de dienstplicht ingevoerd.

26 juli
- Propaganda van de Nederlandse Unie wordt verboden.

8 augustus
- Joods geld moet worden gestort bij de Dienststelle Lippmann, Rosenthal en Co. in Amsterdam.

18 augustus
- De eerste tweehonderd gevangenen komen aan in Kamp Amersfoort. Het is een groep communisten die eerder was geïnterneerd in Kamp Schoorl.

29 augustus
- Joodse leerlingen worden van de scholen verwijderd.

13 -15 september
- In verschillende plaatsen in Twente worden 105 joodse mannen opgepakt in de  Razzia van Twente.

16 september
- De Duitsers leggen beslag op de bezittingen van het Nederlandse Koninklijk Huis.

3 oktober - 4 oktober
- Bij een bombardement van de Rotterdamse havenbekkens door de RAF komen ruim 100 mensen om door bommen die op woonwijken terechtkomen.

23 oktober
- Oprichting van de Nederlandse Landstand.

22 november
- Oprichting van de Nederlandsche Kultuurkamer.

28 november
- De Nederlandse onderzeeboot O 21 onder commando van Luitenant-ter-zee J.F. van Dulm brengt in de Golf van Cagliari de Duitse onderzeeboot U-95 tot zinken.

8 december
- Nederland verklaart Japan de oorlog.

12 december
- Begin van het Englandspiel.
- Tweede bezoek van Mussert aan Hitler, waar hij de eed van trouw aan Hitler als Germaans Führer aflegt.

14 december
- Hitler geeft opdracht tot de bouw van de Atlantikwall.
- Viering in Utrecht van het tienjarig bestaan der NSB.
- Nederlandse Unie, Nationaal Front en de NSNAP worden door de Duitsers ontbonden.

## 1942
1 januari
- Nazificatie van de Nederlandsche Omroep.

10 januari
- In Nederland worden munten van zink in omloop gebracht met een waarde van 1, 2½, 5, 10 en 25 cent. Deze werden door de bevolking wel Rost van Tonningen-munten genoemd, naar de toenmalige NSB-president van De Nederlandsche Bank.

1 februari
- De eerste groep Nederlandse Joden gaan naar de zogenaamde "werkverruiming".

23 februari
- Alle Nederlanders worden verplicht voor de Duitsers te werken.

28 februari
- Eerste wapendropping in Nederland mede door het Englandspiel mislukt.

1 april
- Begin wegvoering Joodse patiënten uit Nederlandse ziekenhuizen.
- Arbeidsdienst wordt verplicht.

9 april
- Holland-Aktion I: Fritz Sauckel eist van Seyss-Inquart voor 15 mei 30.000 Nederlandse metaalarbeiders voor inzet in Duitse metaalindustrie.

14 april
- Begin van Arbeitseinsatz in Nederland.

16 april
- Handelaren in de Amsterdamse Diamantbeurs worden gedwongen hun diamantvoorraad bij de Duitsers in te leveren.

17 april
- Bij een controle in de Amsterdamse Diamantbeurs worden de handelaren gecontroleerd en achtergebleven diamanten ingenomen door de Centrale Crisis Controle Dienst. De gebeurtenis werd vastgelegd door de fotograaf Bart de Kok.

30 april
- Oprichting van Nederlands Arbeidsfront onder leiding van NSB'er Hendrik Jan Woudenberg.

3 mei
- Alle Nederlandse joden moeten een Jodenster dragen

15 mei
- Nederlandse beroepsofficieren in krijgsgevangenschap.

17 mei
- Leden van de Nederlandse SS leggen een eed van trouw aan de Führer af.

13 juni
- Eerste grote groep Nederlandse arbeiders gedwongen naar Duitsland.

30 juni
- In Nederland moeten de Joden tussen 20:00 u en 06:00 u in hun woningen zijn.

juli
- Begin van de Zwitserse Weg.

4 juli
- Eerste Amerikaanse luchtaanvallen in Europa, op vliegveld De Kooy, Den Helder

12 juli
- De Nederlandse mijnenveger Hr. Ms. Terschelling zinkt voor de Engelse kust na een Duitse luchtaanval.

14 juli
- Grote razzia's in Amsterdam.

15 juli
- Eerste groep Nederlandse Joden worden van Westerbork naar Auschwitz getransporteerd.

25 juli
- Aanslag gepleegd op het joods lokaal van de 'tewerkstelling', Zuidlaan 56 te Brussel.

augustus
- Holland-Aktion II: Sauckel eist 40.000 Nederlandse arbeiders voor tewerkstelling in Duitsland.

6 augustus
- Koningin Wilhelmina houdt een rede voor het Amerikaanse Congres.

15 augustus
- Vijf Nederlandse gijzelaars, onder wie Robert Baelde en Willem Ruys, worden als represaille na spoorwegsabotage gefusilleerd.

30 augustus
- Duitsland annexeert Luxemburg.

oktober
- Eerste bijeenkomst van Landelijke Organisatie voor Hulp aan Onderduikers (LO).

2 oktober
- Joodse werkkampen worden in Nederland leeggehaald. Veertienduizend personen worden gedeporteerd.

november
- Programm-Rüstung-November 1942: Sauckel eist 35.000 Nederlandse arbeiders voor tewerkstelling in Duitsland.

13 november
- De Nederlandse torpedobootjager Hr. Ms. Isaac Sweers wordt voor de Noord-Afrikaanse kust door een Duitse onderzeeboot tot zinken gebracht.

december
- Oprichting van het Nationaal Comité van Verzet.

6 december
- De Philipsfabrieken in Eindhoven worden gebombardeerd. Het dodental ligt op 138.

10 december
- Derde bezoek Mussert aan de Führer.

13 december
- Mussert wordt aangewezen als leider van het Nederlandse volk.

## 1943
15 januari
- Concentratiekamp Vught wordt in gebruik genomen.
- Stahl- und Eisen-Aktion: Duitse autoriteiten moeten 22.000 metaalarbeiders en 78.000 ongeschoolde arbeiders vrijmaken voor tewerkstelling in Duitsland

22 januari
- 1181 patiënten en 50 personeelsleden van de Joodse psychiatrische inrichting Het Apeldoornsche Bosch worden vanuit Apeldoorn naar Auschwitz gedeporteerd.

23 januari
- Zeventien Nederlanders ter dood veroordeeld wegens het verspreiden van illegale lectuur.

5 februari
- Generaal Hendrik Seyffardt, de leider van het Vrijwilligerslegioen Nederland, wordt neergeschoten en sterft een dag later.

6 februari
- Razzia’s op studenten in Nederland.

18 februari
- Het eerste nummer van de krant Trouw verschijnt.

21 februari
- Herderlijke brief van de Nederlandse bisschoppen die de Jodenvervolgingen en de deportatie van arbeiders naar Duitsland veroordeelt.

11 maart
- Instelling van de Nederlandse Landwacht, later Landstorm genoemd.

13 maart
- Publicatie van de loyaliteitsverklaring, die van de Nederlandse studenten geëist wordt.

16 maart
- Groot aantal bedrijven in Nederland door de Duitsers gesloten.

24 maart
- Artsenstaking in Nederland.

27 maart
- De Persoonsbewijzencentrale (PBC) van Gerrit van der Veen overvalt met succes het Bevolkingsregister van Amsterdam en steekt deze in brand.

31 maart
- Rotterdam weer hevig gebombardeerd, 401 doden.

1 april
- Arrestatie van vooraanstaande Nederlandse politici (Nationaal Comité van Verzet) als gevolg van verraad van Van der Waals.

5 april
- Amerikaanse vliegtuigen bombarderen de Erla-fabriek in Mortsel. De meeste bommen misten hun doel en vallen op de gemeente Oude God. 936 mensen komen om. Zie Bombardement op Mortsel.

29 april
- Op de last van Hitler beveelt generaal Friedrich Christiansen het opnieuw in krijgsgevangenschap wegvoeren van de leden van het voormalige Nederlandse leger. Gevolg zijn stakingen in heel Nederland; arbeiders en industriëlen weigeren te werken. Ongeveer tweehonderd executies.

1 mei
- Politiestandrecht in Nederland afgekondigd. Eerst in enkele provincies, daarna landelijk. Iedereen moet om 20:00  uur binnen zijn.

5 mei
- Nederlandse studenten moeten zich melden. Ongeveer 3000 studenten worden naar Duitsland gedeporteerd.

6 mei
- Nederlandse mannen tussen de 18 en 35 jaar moeten zich melden bij de arbeidsbureaus.

13 mei
- Op alle radiotoestellen in Nederland wordt beslag gelegd.

20 mei
- Ook de Joden in Amsterdam moeten zich melden voor deportatie naar Westerbork.
- Zes Nederlanders worden gefusilleerd wegens sabotage.

23 mei
- De Duitsers verbieden de toegang tot het strand van Zandvoort.

26 mei
- Razzia's in Amsterdam. Er worden zo'n drieduizend Joden opgepakt.

4 juni
- Op de luchtlijn Lissabon - Londen wordt een KLM-burgervliegtuig neergeschoten. De bemanning en passagiers komen allen om het leven. De Duitsers dachten dat Churchill zich in het toestel bevond.

20 juni
- Opnieuw razzia's in Amsterdam. Dit keer worden er 5700 Joden opgepakt.

23 juni
- De verzetsgroep van Johannes Post overvalt vier distributiekantoren op één dag (Sleen, Zweeloo, Oosterhesselen en Nieuweroord).

26 juni
- Arrestatie van honderden Nederlandse artsen.

16 juli
- Johannes Post en Lien Kuijper worden gearresteerd in pension 'De Roo' in Ugchelen door de Apeldoornse politieagenten Jan Lamberts en Jannes Doppenberg. Johannes Post wordt later bevrijd. De joodse Kuijper werd kort daarna vergast in Auschwitz.

17 juli
- Amerikaanse luchtaanval op de Fokkerfabriek. Door misworp komen de bommen echter in Amsterdam-Noord in de omgeving van de Bloemenbuurt terecht, waar een enorme verwoesting wordt aangericht. Het dodental ligt op 185 en er worden 120 gewonden geteld.

31 juli
- De kerk in Staden (West-Vlaanderen) wordt via een luchtaanval getroffen door vijf fosforbrandbommen, ook enkele huizen branden af.

19 augustus
- De Amerikaanse luchtmacht bombardeert de vliegvelden Gilze-Rijen en Souburg. De aanval mislukt voor een groot deel. In het dorp Hulten bij Gilze en Rijen vallen 26 burgerdoden en in Souburg 12.

29 september
- Einde van razzia's in Amsterdam. Tienduizend Joden, waaronder de voorzitters van de Joodse Raad, worden opgepakt.
- Eerste Silbertannemoord in Meppel.

10 oktober
- Anglo-Amerikaans bombardement Enschede. Het dodental ligt op 151.

18 oktober
- Silbertannemoord op schrijver A.M. de Jong.

19 oktober
- Grote arrestaties in het onderduiknetwerk te Hoorn.

22 oktober
- In Amsterdam worden acht Nederlanders gefusilleerd.

13 december
- Zware luchtaanvallen schakelen Schiphol voor de rest van de oorlog uit als basis voor de Duitse luchtmacht.

## 1944
10 januari
- Minister-president Gerbrandy steunt het Nederlandse verzet met 30 miljoen gulden.

25 januari
- De illegaliteit maakt 105 000 persoonsbewijszegels buit in het stadhuis van Tilburg.

20 februari
- In Den Haag worden twintig Nederlanders gedood.

22 februari
- Amerikanen bombarderen per vergissing Nijmegen, Enschede en Arnhem.

11 april
- De RAF voert met zes De Havilland Mosquito's een precisiebombardement uit op het Centraal Bevolkingsregister in Den Haag, dat hierbij volledig werd verwoest.

1 mei
- In de nacht van 1 op 2 mei 1944 mislukt een overval op de Weteringschans, onder leiding van Gerrit van der Veen.

17 mei
- Bij een overval op klaarlichte dag op drukkerij Hoitsema in de Tuinbouwdwarsstraat te Groningen worden 133 450 distributiebonkaarten (‘zegeltjes’) buitgemaakt. Dit was de grootste 'vangst' bij een dergelijke overval tijdens de bezetting.

10 juni
- Gerrit van der Veen wordt in Overveen terechtgesteld, samen met o.a. Frans Duwaer (gearresteerd op 8 juni 1944), de drukker van zijn persoonsbewijzen.

11 juni
- In Arnhem worden 56 mensen uit het Huis van Bewaring bevrijd.

15 juni
- Koning Leopold III van België wordt overgebracht naar Duitsland.

23 juni
- Op vrijdag 23 juni 1944, precies één jaar na de vier succesvolle overvallen op één dag, werd een mislukte overval op een distributiekantoor in Haarlem gepleegd in opdracht van Johannes Post. Jan Wildschut wordt hierbij opgepakt en komt niet meer vrij.

14 juli
- In de nacht van 14 op 15 juli 1944 wordt een mislukte overval op de Weteringschans uitgevoerd onder leiding van Johannes Post.

16 juli
- Op zondag 16 juli worden de verzetsstrijders Johannes Post, Jan Niklaas Veldman, Willem Frederik Smit, Arie Stramrood, Jacques Stil, Hilbert van Dijk, Cor ten Hoope, J. Balder, Frits Boverhuis, Nico Jonk, Ernst Klijzing, Ferdinand Ploeger, R. Prins en Koen Rozendaal in de duinen bij Overveen geëxecuteerd.

21 juli
- Begin razzia's in Amsterdam voor de Arbeitseinsatz.

4 augustus
- Anne Frank en haar familie worden gevangengenomen door de nazi's.

2 september
- De geallieerden trekken België binnen.

3 september
- Brussel wordt bevrijd door het Britse Tweede Leger.
- Begin spoorwegsabotage in Nederland.
- Prins Bernhard tot opperbevelhebber van de Binnenlandse Strijdkrachten benoemd.

4 september
- Het Britse Tweede Leger bevrijdt Antwerpen, waarbij de havens nagenoeg ongeschonden blijken te zijn.
- In Vught worden zestig gevangenen gefusilleerd.

5 september
- Dolle Dinsdag: vanwege een foute melding dat de Britten in Breda zouden zijn, ontstond er een grote chaos door vluchtende Duitsers en NSB'ers, en feestvierende Nederlanders.
- Mussert vestigt zijn hoofdkwartier op De Bellinckhof bij Almelo.
- De Benelux wordt in Londen gevormd als douane-unie tussen de regeringen-in-ballingschap van België, Nederland en Luxemburg.

6 september
- Het Duitse bestuur in Nederland kondigt de uitzonderingstoestand af.
- Het verzet pleegt een aanslag op een trein bij Ede

8 september
- De voorzitter van de Belgische Ministerraad, Pierlot, keert in Brussel terug.

9 september
- De Britten steken het Albertkanaal over.

10 september
- De stad Luxemburg wordt bevrijd.

11 september
- Hendrik Johan Kruls wordt tot chef-staf van het Militair Gezag benoemd.

12 september
- De Amerikanen passeren in Zuid-Limburg de Nederlandse grens.

14 september
- Maastricht wordt als eerste Nederlandse stad bevrijd.

17 september
- Operatie Market Garden: Amerikaanse, Britse en later Poolse parachutisten worden gedropt nabij Eindhoven, Nijmegen en Arnhem. Het Britse Tweede Leger begint een grondoffensief in Zuid-Nederland.
- De geallieerden voeren een bombardement uit op Ede, waarbij 69 burgerslachtoffers vallen.
- De Nederlandse regering kondigt via de BBC de spoorwegstaking af.

18 september
- De stad Eindhoven wordt bevrijd door de geallieerden.

19 september
- De Luftwaffe bombardeert Eindhoven. Het dodental ligt op 227.

20 september
- De Waalbruggen bij Nijmegen worden veroverd.

21 september
- De Duitsers beginnen met het vernielen van de Amsterdamse haven.
- Oprichting van stoottroepen in het bevrijde deel van Nederland.

23 september
- Op last van de Wehrmacht begint de evacuatie van Arnhem en omgeving.
- De Duitsers beginnen met het vernielen van de Rotterdamse haven.
- Zware Duitse aanvallen op geallieerde troepen in Arnhem.

24 september
- De generaals van het Britse 30e Legerkorps beslissen op de Conferentie van Valburg dat Operatie Market Garden moet worden opgegeven. Hiermee valt het doek voor de Slag om Arnhem.

25 september
- De 2400 geallieerde troepen in Arnhem maken zich gereed om zich terug te trekken.

26 september
- In de nacht weten 2163 soldaten de overtocht te maken. De overige 250 soldaten moeten zich overgeven aan de Duitsers.

30 september
- In de nacht van 30 september op 1 oktober wordt een mislukte aanslag op Rauter gepleegd tussen Putten en Nijkerk.

1 oktober
- In het Gelderse dorp Putten wordt als vergelding voor aanslag op Duitse officieren een razzia gehouden, waarbij vrijwel de gehele mannelijke bevolking werd afgevoerd naar verschillende concentratiekampen. Slechts 48 van de 601 gedeporteerde mannen kwamen na de oorlog terug.

3 oktober
- De bevrijding van Walcheren (Zeeland) begint door het bombarderen van de zeedijk bij Westkapelle door geallieerde bommenwerpers met 1270 ton bommen. Hierbij komen 152 Westkappelse mensen om het leven.

6 oktober
- Bombardement van Hengelo; het dodental ligt op 125.

7 oktober
- De dijken west en oost van Vlissingen worden gebombardeerd en breken door.

11 oktober
- De dijk bij Veere wordt gebombardeerd en breekt door. Nagenoeg geheel Walcheren komt onder water te staan.

12 oktober
- Overloon wordt na zware gevechten door Britse troepen bevrijd.

14 oktober
- Bombardement van Zutphen; het dodental ligt op meer dan 100.

16 oktober
- Woensdrecht bevrijd; hierdoor zijn de Duitse troepen op Zuid- en Noord-Beveland en Walcheren van hun hoofdmacht afgesneden.

22-23 oktober
- Tijdens operatie Pegasus 1 worden meer dan honderd ondergedoken geallieerden geëvacueerd naar bevrijd gebied

23 oktober
- In Amsterdam begint de Centrale Keuken met voedselverstrekking voor gehele bevolking.

25 oktober
- De aanslag op Fake Krist vindt plaats.

26 oktober
- Tien mannen (Todeskandidaten) worden te Haarlem geëxecuteerd naar aanleiding van de aanslag op Fake Krist.

27 oktober
- Achtmaal wordt bevrijd door het 315e regiment van de Amerikaanse 104e Infanteriedivisie, bijgenaamd de Timberwolf divisie, gedurende operatie "Pheasant" (fazant) onder de codenaam "Suitcase". Deze divisie, die hier haar vuurdoop beleeft, gaat de geschiedenis in als nachtvechters, hun generaal is Terry Allen "Terrible Terry".
- 's-Hertogenbosch en Tilburg bevrijd.

30 oktober
- Het eiland Tholen zonder Duitse tegenstand bevrijd.

1 november
- Canadese troepen landen op Walcheren.

2 november
- Noord-Beveland in geallieerde handen.

3 november
- Vlissingen wordt bevrijd.

5 november
- In Heusden vallen 134 doden als de Duitsers het stadhuis opblazen.

8 november
- Walcheren is bevrijd.

10-11 november
- Razzia's in Rotterdam. Er worden ca. 50.000 mannen gedeporteerd.

14 november
- Sluis Panheel wordt door Britse troepen heroverd. De gemeenten Heel en Panheel worden bevrijd.

15 november
- Razzia's in Amsterdam.

17 november
- Razzia's in de Noordoostpolder.

18 november
- Operatie Pegasus 2, bedoeld om ondergedoken geallieerden te evacueren naar bevrijd gebied, mislukt.

20 november
- Prins Bernhard vestigt zijn staf in Breda (tot mei 1945).

23 november
- In Bennekom is een explosie bij molen "Onze Rika". Hier was een Duits munitiedepot gevestigd.

26 november
- De SD-gebouwen in de Amsterdamse Euterpestraat worden gebombardeerd. 24 Hawker Typhoons van de Britse RAF voerden een aanval in duikvlucht uit.

3 december
- Blerick wordt bevrijd door eenheden van de 15e (Schotse) Infanteriedivisie. De Maas vormt nu de frontlijn.

5 december
- Inundatie van de Betuwe.

8 december
- Gevangeniskraak te Leeuwarden: 51 personen bevrijd.

16 december
- Hitler laat zijn opperbevelhebber Gerd von Rundstedt het Ardennenoffensief beginnen. Dit is de laatste grote aanval van Duitse kant.

24 december
- Tijdens kerstavond wordt het Belgische troepenschip Léopoldville vlak bij Cherbourg getorpedeerd door de U 486. Zo'n 515 Amerikaanse soldaten van de 66e Infanterie Divisie komen hierbij om het leven, alsook vijf bemanningsleden, waaronder kapitein Charles Limbor.
- Liese-Aktion: mannen van jaargangen 1905-1928 in de provincies Noord- en Zuid-Holland en Utrecht worden ingeschakeld voor arbeidsinzet.

## 1945
9 januari
- Minister-president Pieter Sjoerds Gerbrandy roept Nederlanders op niet mee te werken aan de Liese-Aktion.

14 januari
- Begin van massale evacuaties in Limburg.

20 januari
- Roermond, Venlo en Tiel worden geëvacueerd.

25 januari
- De slag om de Ardennen komt ten einde. De Duitsers zijn weer teruggedreven in de oude stellingen.

4 februari
- België is geheel bevrijd.

8 februari
- Start van de operatie Veritable. Het 30e Britse Legerkorps zet vanuit Nijmegen en Groesbeek de aanval op het Reichswald in.

1 maart
- Eenheden van het 9e Leger van de Verenigde Staten bevrijden tijdens Operatie Grenade Roermond en Venlo. Zuid-Nederland is nu bevrijd.

3 maart
- Brits luchtbombardement op het Haagse Bezuidenhout met honderden doden als gevolg. Onder de slachtoffers is de zanger Koos Speenhoff.

6 maart
- In de nacht van 6 op 7 maart 1945 wordt een aanslag op Hanns Rauter gepleegd.

8 maart
- In de nacht van 8 op 9 maart vindt door de geallieerden een wapendropping bij de Gelderse plaats Lunteren plaats. Deze mislukt echter; 19 verzetsmensen worden gearresteerd en later bijna allemaal geëxecuteerd.

13 maart
- Koningin Wilhelmina terug in Nederland.

14 maart
- Dijk bij Elden wordt doorgestoken door de Duitsers.

18 maart
- Koblenz wordt door de Amerikanen veroverd.
- Een voor Antwerpen bestemde V-1 stort neer in Rotterdam Blijdorp. Er komen 42 mensen om het leven.

21 maart
- Hannie Schaft wordt in Haarlem gearresteerd.

30 maart
- Begin van de bevrijding van Oost-Nederland.

31 maart
- Winterswijk wordt door de 53e (Welshe) Infanteriedivisie bevrijd.

1 april
- De stad Doetinchem wordt door de Canadezen bevrijd.

4 april
- Almelo wordt door de Canadese 4e divisie bevrijd.

5 april
- Begin van de opstand van de 800 Georgiërs op Texel.

7 april
- Operatie Amherst: Geallieerde luchtlandingstroepen in Noord-Nederland.

8 april
- Zutphen wordt door eenheden van de Canadese 3e divisie bevrijd.

9 april
- Deventer wordt door eenheden van de Canadese 3e Divisie bevrijd.

10 april
- Generaal Johannes Blaskowitz wordt benoemd tot bevelhebber van Festung Holland.

11 april
- Kamp Erika nabij Ommen wordt door Canadese eenheden bevrijd.
- Hoogeveen wordt door de Canadese 2e divisie bevrijd.

12 april
- Militairen van de Canadese 2e divisie bevrijden kamp Westerbork.
- Bespreking tussen jonkheer Six namens de Binnenlandse Strijdkrachten met Seyss-Inquart over het stoppen van executies en vernielingen.

13 april
- Assen wordt door de Canadese 2e divisie bevrijd.
- De strijd om de stad Groningen barst los.
- De Duitsers fusilleren 13 gevangenen bij Hoog Soeren.

14 april
- Zwolle wordt door de Canadese 3e divisie bevrijd.
- De Britten trekken Arnhem binnen.

15 april
- De Canadese 3e Divisie bevrijdt Leeuwarden.
- Bij Zoutkamp bereiken Canadese troepen de Waddenzee.

16 april
- De Canadese 2e Divisie bevrijdt de stad Groningen.

16-17 april
- Slag om Otterlo

17 april
- Hannie Schaft, het meisje met het rode haar, wordt geëxecuteerd.
- Apeldoorn wordt door de Canadese 1e Divisie bevrijd.
- Canadese troepen bereiken Hoenderloo.
- Ede wordt door de Britse Polar Bear Divisie bevrijd.
- De Duitsers zetten de Wieringermeerpolder onder water.

18 april
- Eenheden van de Canadese 3e Divisie bevrijden Harlingen en stoten door tot de Afsluitdijk.

19 april
- Kamp Amersfoort wordt overgedragen aan het Rode Kruis.

20 april
- Nijkerk bevrijd door het Canadese leger.

23 april
- De laatste slag in Nederland, operatie Canada, begint bij Delfzijl.

24 april
- Wegens het ontbreken van brandstof moeten de Centrale Keukens in het bezette Nederland hun werkzaamheden staken.

26 april
- Seyss-Inquart wijst vier afwerpterreinen aan voor de geallieerde voedselzendingen.

27 april
- In het bezette westelijk deel van Nederland worden de laatste voorraden brood uitgedeeld.

29 april
- Begin van de Operatie Manna door de Britse en Amerikaanse luchtmacht. Voedseldroppings worden uitgevoerd bij Den Haag, Leiden en Amsterdam.

2 mei
- Delfzijl bevrijd bij laatste veldslag in Nederland.
- Operatie Faust: Canadese voertuigen brengen via de Grebbelinie voedsel naar bezet gebied.

3 mei
- Koningin Wilhelmina keert terug uit ballingschap; zij neemt voorlopig haar intrek in een villaatje nabij Breda.

4 mei
- Bernard Montgomery neemt met machtiging van generaal Eisenhower de onvoorwaardelijke overgave in ontvangst van alle Duitse strijdkrachten in Nederland, Denemarken en Noord-West-Duitsland.

5 mei
- Einde van de Tweede Wereldoorlog tegen Duitsland voor Nederland.

6 mei
- Ondertekening in de aula van de Landbouwhogeschool te Wageningen.

7 mei
- Schietpartij op de Dam in Amsterdam.
- De leider van de NSB Anton Mussert wordt gearresteerd.

8 mei
- Definitieve overeenkomst van de capitulatie van alle Duitse troepen wordt in Berlijn getekend door veldmaarschalk Keitel (Duitsland), Zjoekov (Sovjet-Unie), Spaatz (VS), Tedder (Groot-Brittannië) en de Lattre (Frankrijk). Hiermee is de onvoorwaardelijke overgave van Duitsland een feit. Einde van de Tweede Wereldoorlog in Europa.
- De Prinses Irene Brigade trekt als eerste geallieerde eenheid Den Haag binnen.
- Eenheden van het Eerste Canadese Legerkorps trekken Amsterdam, Den Haag en Rotterdam binnen.
- In heel Europa ontstaan bevrijdingsfeesten.

20 mei
- Texel wordt bevrijd na de opstand van de Georgiërs.

6 juni
- Meinoud Rost van Tonningen pleegt zelfmoord in de gevangenis van Scheveningen

11 juni
- Schiermonnikoog wordt als laatste stukje bezet Nederland bevrijd door de Canadezen.

24 juni
- Vorming van het Kabinet-Schermerhorn-Drees in Nederland.

6 juli
- Intocht van koningin Wilhelmina in Den Haag.

15 juli
- Koning Leopold III van België, wil een volksraadpleging alvorens af te treden (Koningskwestie).

17 augustus
- De Republiek Indonesië wordt geproclameerd.

20 november
- Herbegrafenis van Hannie Schaft op de Eerebegraafplaats Bloemendaal te Overveen.

27 december
- Het eiland Schiermonnikoog wordt als "vijandelijk vermogen" officieel onteigend door de staat der Nederlanden. De laatste eigenaar was Bechtold Eugen von Bernstorff. Pas weken na de Duitse capitulatie in mei 1945 hadden Canadese troepen de laatste Duitsers van het eiland gehaald (onder hen was een grote groep - uit de stad Groningen gevluchte - SS'ers en SD'ers).

## 1947
6 juni
- Tjeerd van der Weide, voormalig NSB-burgemeester van Velsen wordt na een ter dood veroordeling geëxecuteerd voor zijn daden tijdens de Tweede Wereldoorlog.